# Astrocyanita-(Ce)
La astrocyanita-(Ce) es un mineral de color azul brillante con la fórmula química Cu
2(Ce,Nd,La)
2(UO
2)(CO
3)
5(OH)
2·1.5H2O. Su localidad tipo es la mina Kamoto East Open Cut, Kamoto, Kolwezi, Lualaba, Congo. Suele encontrarse sobre matrices de uraninita, ya que la astrocyanita es producto de la oxidación de la uraninita, llegando a contener hasta un 22,26% de uranio.
Su nombre proviene del griego άστρον ("astron") para "estrella", κυανός ("kyanos") para "azul", en alusión a su color y hábito de los agregados, y al elemento lantánido dominante en su composición.